# Odžinci
Odžinci je naseljeno mjesto u sastavu općine Bosanska Dubica, Republika Srpska, BiH.

## Stanovništvo
| Odžinci            |            |
| godina popisa      | 1991.      |
| Srbi               | 110 (100%) |
| Hrvati             | 0          |
| Muslimani          | 0          |
| Jugoslaveni        | 0          |
| ostali i nepoznato | 0          |
| ukupno             | 110        |